# Supercopa Polonesa de Voleibol Masculino
A Supercopa Polonesa de Voleibol Masculino é uma competição anual entre clubes de voleibol masculino da Polônia. O torneio é organizado pela Liga Polonesa de Voleibol.

## Histórico
A primeira edição do torneio – designada como Supercopa PZPS – ocorreu 1995, com a participação de 4 equipes. O AZS Częstochowa conquistou o título inaugural da competição ao vencer o Morze Bałtyk Szczecin por 3 sets a 0.

## Resultados
| SUPERCOPA POLONESA DE VOLEIBOL MASCULINO | SUPERCOPA POLONESA DE VOLEIBOL MASCULINO | SUPERCOPA POLONESA DE VOLEIBOL MASCULINO | SUPERCOPA POLONESA DE VOLEIBOL MASCULINO | SUPERCOPA POLONESA DE VOLEIBOL MASCULINO | SUPERCOPA POLONESA DE VOLEIBOL MASCULINO |
| Edição                                   | Edição                                   | Final                                    | Final                                    | Final                                    |                                          |
| Ano                                      | Sede                                     | Campeão                                  | Resultado                                | Vice-campeão                             |                                          |
| ---------------------------------------- | ---------------------------------------- | ---------------------------------------- | ---------------------------------------- | ---------------------------------------- | ---------------------------------------- |
| 1995 Detalhes                            | Szczecin                                 | AZS Częstochowa                          | 3–0                                      | Morze Bałtyk Szczecin                    |                                          |
| Não houve disputa entre 1996 e 2011.     |                                          |                                          |                                          |                                          |                                          |
| 2012 Detalhes                            | Częstochowa                              | PGE Skra Bełchatów                       | 3–0                                      | Asseco Resovia                           |                                          |
| 2013 Detalhes                            | Poznań                                   | Asseco Resovia                           | 3–2                                      | ZAKSA Kędzierzyn-Koźle                   |                                          |
| 2014 Detalhes                            | Poznań                                   | PGE Skra Bełchatów                       | 3–1                                      | ZAKSA Kędzierzyn-Koźle                   |                                          |
| 2015 Detalhes                            | Poznań                                   | Trefl Gdańsk                             | 3–2                                      | Asseco Resovia                           |                                          |
| Não houve disputa em 2016.               |                                          |                                          |                                          |                                          |                                          |
| 2017 Detalhes                            | Bełchatów                                | PGE Skra Bełchatów                       | 3–1                                      | ZAKSA Kędzierzyn-Koźle                   |                                          |
| 2018 Detalhes                            | Sopot-Gdańsk                             | PGE Skra Bełchatów                       | 3–0                                      | Trefl Gdańsk                             |                                          |
| 2019 Detalhes                            | Gliwice                                  | ZAKSA Kędzierzyn-Koźle                   | 3–1                                      | Verva Warszawa Orlen Paliwa              |                                          |
| 2020 Detalhes                            | Arłamów                                  | ZAKSA Kędzierzyn-Koźle                   | 3–1                                      | PGE Skra Bełchatów                       |                                          |
| 2021 Detalhes                            | Lublin                                   | Jastrzębski Węgiel                       | 3–0                                      | ZAKSA Kędzierzyn-Koźle                   |                                          |
| 2022 Detalhes                            | Lublin                                   | Jastrzębski Węgiel                       | 3–2                                      | ZAKSA Kędzierzyn-Koźle                   |                                          |
| 2023 Detalhes                            | Katowice                                 | ZAKSA Kędzierzyn-Koźle                   | 3–2                                      | Jastrzębski Węgiel                       |                                          |
| 2024 Detalhes                            | Katowice                                 | Aluron CMC Warta Zawiercie               | 3–2                                      | Jastrzębski Węgiel                       |                                          |

## MVPspor edição
| - 1995 – POL Krzysztof Wójcik - 2012 – POL Mariusz Wlazły - 2013 – POL Dawid Konarski - 2014 – ARG Facundo Conte - 2015 – POL Mateusz Mika - 2017 – POL Bartosz Bednorz | - 2018 – POL Mariusz Wlazły - 2019 – POL Łukasz Kaczmarek - 2020 – POL Aleksander Śliwka - 2021 – POL Tomasz Fornal - 2022 – UKR Yuriy Gladyr - 2023 – POL Bartosz Bednorz - 2024 – USA Aaron Russell |

## Títulos por equipe
| Equipe                     | Títulos | Edições                |
| -------------------------- | ------- | ---------------------- |
| PGE Skra Bełchatów         | 4       | 2012, 2014, 2017, 2018 |
| ZAKSA Kędzierzyn-Koźle     | 3       | 2019, 2020, 2023       |
| Jastrzębski Węgiel         | 2       | 2021, 2022             |
| AZS Częstochowa            | 1       | 1995                   |
| Asseco Resovia             | 1       | 2013                   |
| Trefl Gdańsk               | 1       | 2015                   |
| Aluron CMC Warta Zawiercie | 1       | 2024                   |